# Henry J. B. Cummings

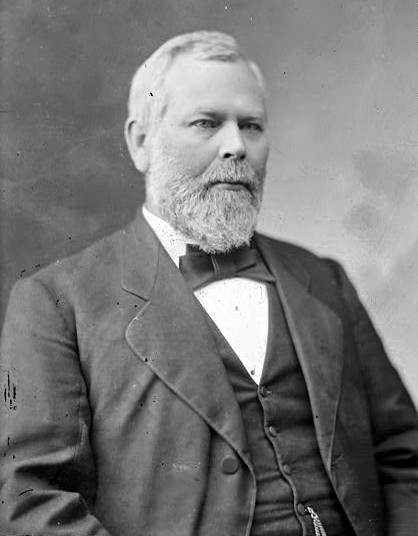
Henry J. B. Cummings

Henry Johnson Brodhead Cummings (* 21. Mai 1831 in Newton, Sussex County, New Jersey; † 16. April 1909 in Winterset, Iowa) war ein US-amerikanischer Politiker. Zwischen 1877 und 1879 vertrat er den Bundesstaat Iowa im US-Repräsentantenhaus.

## Leben
Henry Cummings besuchte die öffentlichen Schulen in Muncy (Pennsylvania). Im Jahr 1850 gab er im Schuylkill County eine Zeitung heraus. Nach einem Jurastudium wurde er im Jahr 1855 als Rechtsanwalt zugelassen. Ein Jahr später zog er nach Winterset in Iowa. Dort war er von 1856 bis 1858 Bezirksstaatsanwalt im Madison County. Zwischen 1861 und 1864 diente er während des Bürgerkrieges als Offizier in der Unionsarmee. Dabei brachte er es bis zum Oberst. Nach seiner Militärzeit wurde er Eigentümer und Herausgeber der Zeitung "Winterset Madisonian".
Cummings war Mitglied der Republikanischen Partei. 1876 wurde er als deren Kandidat im sechsten Wahlbezirk von Iowa in das US-Repräsentantenhaus in Washington, D.C. gewählt, wo er am 4. März 1877 die Nachfolge von John A. Kasson antrat. Da er bereits bei den folgenden Wahlen im Jahr 1878 gegen Edward H. Gillette von der Greenback Party verlor, konnte er bis zum 3. März 1879 nur eine Legislaturperiode im Kongress absolvieren. In dieser Zeit wurde die Reconstruction in den Südstaaten beendet.
In den folgenden Jahren ist Henry Cummings politisch nicht mehr in Erscheinung getreten. Er starb am 16. April 1909 in seinem Wohnort Winterset und wurde dort auch beigesetzt.